# Carystus (geslacht)
Carystus is een geslacht van vlinders van de familie dikkopjes (Hesperiidae), uit de onderfamilie Hesperiinae.

## Soorten
- C. diores (Plötz, 1882)
- C. elvira (Plötz, 1882)
- C. hocus Evans, 1955
- C. jolus (Stoll, 1782)
- C. junior Evans, 1955
- C. periphas Mabille, 1891
- C. phorcus (Cramer, 1777)
- C. senex (Plötz, 1882)
- C. superbiens Mabille, 1891